# Volvo Canada
Volvo Canada Limited/Limitée ist ein ehemaliger kanadischer Automobilhersteller und ein derzeitiges Vertriebsunternehmen, das eine Tochtergesellschaft von Volvo Personvagnar AB ist.

## Geschichte
Volvo Canada wurde am 21. Juli 1958 gegründet, nachdem ein Jahr zuvor bereits die ersten Fahrzeuge nach Kanada eingeführt worden waren.

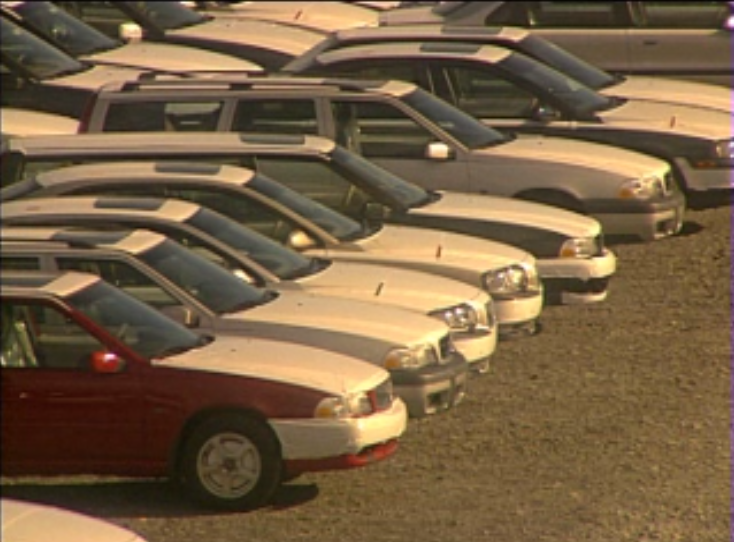
Verladeplatz des Bayer's-Lake-Montagewerkes in Halifax im Jahr 1998.

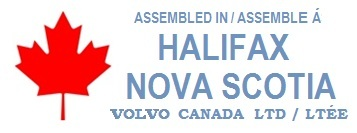
Motorraum-Aufkleber der sogenannten Volvo Halifax Assembly Plant.

Das Projekt eines Montagewerks wurde vor allem von örtlichen Politikern und der regionalen Wirtschaftsförderungsbehörde Industrial Estates Limited (IEL) vorangetrieben. Für den Standort Dartmouth unmittelbar bei Halifax in der Provinz Nova Scotia sprach die relative Nähe zu Schweden sowie das vergleichsweise niedrige Lohnniveau. Es handelte sich um das erste nicht-amerikanische Montagewerk vor Honda of America Mfg. im Jahr 1982. An der offiziellen Eröffnung des Werks (einer früheren Zuckerfabrik) im Juni 1963 nahm auch der Prinz von Schweden, Bertil Oskar Carl Gustaf Eugén, teil, der dabei die letzte Schraube am ersten Volvo mit einem vergoldeten Schraubendreher anzog.
Das Werk nahm seinen Betrieb zunächst mit 100 Mitarbeitern auf. Bis 1965 wurde ein lokaler Anteil von 40 % erreicht. Die Produktion blieb in den ersten Jahren hinter den Erwartungen zurück: anstelle der für die ersten beiden Jahre anvisierten 5000 bzw. 7500 Exemplare wurden in den ersten drei Jahren nur 1139, 2683 und 3353 Fahrzeuge produziert.
Mit einer 1964 beschlossenen Vereinbarung zwischen den Vereinigten Staaten und Kanada entfiel unter bestimmten Voraussetzungen ein Teil der Importzölle im Automobilbereich. Während diese Vereinbarung vor allem den großen US-Herstellern (GM, Ford, Chrysler) zugutekommen sollte, konnte Volvo Canada dank der Bemühungen der kanadischen Seite ebenfalls davon profitieren.
Im Jahr 1966 zog der Hauptsitz des Unternehmens nach Toronto; gleichzeitig zog das Werk in eine 190.000 Quadratfuß große Anlage in Halifax um. Hier konnte nun auch die Produktion schrittweise auf 5000 Fahrzeuge im Jahr erhöht werden. Nach einer Erweiterung des neuen Standorts um 60.000 Quadratfuß konnte die theoretische Produktionskapazität auf 15.000 Fahrzeuge erheblich verbessert werden. Bis August 1971 wurden 40.000 Volvos in Kanada produziert.
Im Jahr 1987 kündigte Volvo Canada an, in ein neues Produktionswerk im Bayer's Lake industrial Park umzuziehen.
Das Produktionswerk wurde 1998 aufgrund zu großer Produktionskapazitäten des Gesamtkonzerns geschlossen. Am 11. Dezember 1998 lief der letzte Volvo vom Band. Mit 6000 bzw. 8400 Fahrzeugen in den letzten beiden Jahren stellte Volvo Canada nicht einmal ein Zehntel des schwedischen Stammhauses her. Weitere Argumente für die Schließung waren die relative Überalterung der Belegschaft sowie der Umstand, dass der neue Eigentümer Ford Volvo-Modelle auch ohne das Werk zu niedrigeren Zöllen in die USA einführen konnte.
Bis 2009 wurden in Kanada nach Unternehmensangaben rund 350.000 Fahrzeuge der Marke Volvo verkauft.

## Modelle
Zu den hergestellten Modellen gehörten der PV 544 sowie die Baureihen P120, 140, 240 und 260, 700 (740, 760, 780), S70 and V70. Der Volvo Amazon wurde in Kanada als Volvo Canadian vertrieben. Im Januar 1971 war der Volvo 142 E das erste Fahrzeug in Nordamerika mit computergesteuerter Kraftstoffeinspritzung.
Im Nova Scotia Museum of Industry sind zwei von Volvo Canada hergestellte Exemplare ausgestellt. Beim älteren Fahrzeug handelt es sich um einen viertürigen B-18, der sich als eines der ersten Fahrzeuge im Besitz des regionalen Handels- und Wirtschaftsministers von Nova Scotia befand und 1967 an das Museum gespendet wurde. Das zweite Modell ist der letzte in Kanada hergestellte Volvo – ein S70 des Modelljahrs 1999 – der 1998 zu Wohltätigkeitszwecken verlost worden war und 2017 seinen Weg ins Museum fand.